# Laurent Perez del Mar
Pour les articles homonymes, voir Perez et MAR.
Laurent Perez del Mar est un compositeur français notamment connu pour ses musiques de films. Il est principalement connu pour avoir composé la musique du film La Tortue rouge nommé pour l'Oscar du meilleur film d'animation en 2017 et, pour lequel il a reçu de nombreuses récompenses de par le monde. Il a également écrit la musique de Loulou, l'incroyable secret qui a remporté le César du meilleur film d'animation en 2014, et de Zarafa qui a été nommé pour le César du meilleur film d'animation.

## Biographie
Après avoir suivi un cursus au Conservatoire de Nice (Piano Classique et Piano Jazz) puis au Conservatoire de Paris (Écriture musicale / Harmonie), Laurent Perez del Mar écrit ses premières partitions pour des courts-métrages, des publicités et des émissions de télévision, puis des longs-métrages pour le cinéma.
Depuis 2002, il se consacre principalement à la musique de film ,.
En 2013, il devient membre de l'Académie des César du cinéma, et en 2017, membre de l'Academy of Motion Picture Arts and Sciences (l'Académie des Oscars). Il est nommé la même année Chevalier de l'Ordre des Arts et Lettres.
En 2016, il remporte le prix de la meilleure musique de film pour La Tortue rouge au Festival du film et de la musique de film de La Baule en présence de Lalo Schifrin.
En 2017, il remporte: 
- le prix de la meilleure musique pour un film d'animation de la prestigieuse International Film Music Critic Association.
- les prix de compositeur révélation de l'année, meilleure partition européenne de l'année, aux GoldSpirit Awards espagnols.
- le prix de la meilleure musique pour un film d'animation aux Movie Music UK.
- le prix de la meilleure musique de film de la Chambre syndicale de l'édition musicale

Il était également nommé :
- pour les Annie Awards, récompenses du cinéma américain, considérées comme étant les Oscars de l'animation, pour la meilleure musique de long-métrage d'animation pour La Tortue rouge.
- pour les Prix Lumières, récompenses de la presse internationale pour la meilleure musique de film 2016 pour La Tortue rouge.
- pour les International Cinephile Society awards 2016 pour la meilleure musique de film. À noter que le film La Tortue rouge a été nommé pour le César et l'Oscar du meilleur film d'animation 2016 après avoir remporté le prix spécial du jury dans la catégorie Un certain regard au Festival de Cannes.
- pour le prix France Musique / SACEM 2017

## Filmographie

### Longs métrages
- 2007 : Peur(s) du noir [3] de Blutch, Charles Burns, Marie Caillou, Pierre di Sciullo, Jerry Kramsky, Lorenzo Mattotti, Richard McGuire, Michel Pirus, Romain Slocombe
- 2012 : Zarafa [4],[5] de Rémi Bezançon et Jean-Christophe Lie
- 2012 : Désordres d’Étienne Faure
- 2013 : La Confrérie des larmes [6],[7] de Jean-Baptiste Andrea
- 2013 : Loulou, l'incroyable secret [8],[9] de Grégoire Solotareff et Éric Omond (César du meilleur film d'animation 2014)
- 2014 : Maintenant ou jamais [10],[11] de Serge Frydman
- 2015 : Pourquoi j'ai (pas) mangé mon père [12],[13],[14] de Jamel Debbouze
- 2015 : Antigang [15] de Benjamin Rocher avec Jean Reno
- 2015 : Tout pour être heureux [16] de Cyril Gelblat
- 2015 : A loucura entre nos [17] documentaire de Fernanda Vareille
- 2016 : La Tortue rouge [18] de Michael Dudok de Wit (Prix du jury de la sélection officielle "Un certain regard" du 69e festival de Cannes. Nommé pour l'Oscar et le César du meilleur film d'animation)
- 2016 : Carole Matthieu de Louis-Julien Petit
- 2017 : Mon garçon de Christian Carion
- 2017 : Chasseuse de géants (I Kill Giants) d'Anders Walter
- 2017 : Tout là-haut de Serge Hazanavicius
- 2018 : Mme Mills, une voisine si parfaite de Sophie Marceau
- 2019 : Les Invisibles de Louis-Julien Petit
- 2019 : Le Mystère Henri Pick de Rémi Bezançon
- 2019 : Les Éblouis de Sarah Suco
- 2020 : Selfie de Marc Fitoussi, Vianney Lebasque, Tristan Aurouet, Cyril Gelblat et Thomas Bidegain
- 2020 : Sol de Jezabel Marques
- 2021 : My Son de Christian Carion
- 2021 : Garder ton nom de Vincent Duquesne
- 2022 : La Brigade de Louis-Julien Petit
- 2022 : Tenor de Claude Zidi Jr.
- 2023 : Un coup de maître de Rémi Bezançon
- 2023 : Antigang, La relève de Benjamin Rocher
- 2024 : Super Papa de Léa Lando
- 2024 : Tu ne tueras point de Leslie Gwinner
- 2024 : Les oubliés du delta de Leslie Gwinner
- 2024 : Bambi de Michel Fessler

### Courts métrages
- 2002 : Âges ingrats de Cyril Gelblat
- 2003 : Le Ballon prisonnier de Cyril Gelblat
- 2004 : Jessie de Henri Garcin
- 2004 : D77 de Paul Vallespi
- 2006 : Peter Pan a grandi et John Lennon est mort d'Alexandre Charlet
- 2007 : Lune de miel de François Breniaux
- 2007 : La Discordance de Patrick Hernandez
- 2009 : Même si le ciel n'existait Pas de Cécile Chaspoul
- 2011 : Sortie de route de Jonathan Hazan
- 2015 : The Race de Michael Le Meur
- 2016 : Et pourquoi pas de Blanche Pinon et Nicolas Fay
- 2021 : Par la larmichette de Léa Lando
- 2022 : Numero 13 de Léa Lando
- 2023 : Anushan de Vibirson Gnanatheepan
- 2024 : Amy and Frog de Paul Williams

## Récompenses et nominations
- Prix de la meilleure Musique de Film pour La Tortue rouge au Festival du Film et de la Musique de Film de La Baule 2016.
- Prix de la meilleure Musique de Film d'animation pour La Tortue rouge de l'International Film Critics Association.
- Prix de compositeur révélation de l'année, meilleure partition européenne de l'année, aux Gold Spirit espagnols.
- Prix de la meilleure musique pour un film d'animation aux Movie Music UK.

Nominations:
- pour les Annie Awards, pour la meilleure musique de long-métrage d'animation pour La Tortue rouge ;
- pour les Prix Lumières, pour la meilleure musique de film 2016 pour La Tortue rouge ;
- pour les International Cinephile Society awards 2016 pour la meilleure musique de film ;
- pour le grand prix SACEM - France Musique 2017 pour la meilleure musique de film ;
- pour l'International Film Critics Association, la meilleure musique originale de comédie pour Le Mystère Henri Pick en 2020 ;
- pour la meilleure musique de film de la CSDEM pour Les Invisibles en 2020.
- pour la meilleure musique de film de l'Union des Compositeurs de Musiques de Films pour Le Mystère Henri Pick en 2020.